# عبد الوهاب أكومي
عبد الوهاب أكومي (فاس: 1918 - 20 شتنبر 1989) كان فنانا وموسيقارا مغربيا. يعتبر أكومي من الموسيقيين المغاربة الأوائل الذين أحرزوا على أعلى تكوين موسيقي في بداية الخمسينيات من القرن العشرين، وذلك بعد دراسة الموسيقى في القاهرة وباريس وإسبانيا. لقب بعبد الوهاب المغربي, وكان هو صاحب التوزيع الموسيقي للنشيد الوطني للمملكة المغربية.

## حياته
ولد عبد الوهاب أكومي بمدينة فاس سنة 1918 من أسرة محافظة. عشق الموسيقى منذ صغره، كما حفظ الشعر القديم. نشأ في وسط فني وديني، حيث كان والده عالما ومقرئا، فسار على نهج الأب يجود القرآن، وحضر مجالس الأمداح النبوية. أثر هذا على نفسه فنيا، حيث جعله شغوفا بالموسيقى والترنم بسماعها، وخاصة الجوق الأندلسي الذي كان يرأسه محمد البريهي. مارس أكومي كذلك عدة أنشطة فنية منها المسرح، إذ أدى أدوارا في العديد من المسرحيات منها التي كان لها بعد وطني.
غادر أكومي المغرب بعد حصوله على شهادة الدروس الثانوية نحو القاهرة سنة 1940 قصد دراسة الموسيقى، حيث التحق بمعهد فؤاد الأول للموسيقى، وحصل منه على ديبلوم سنة 1952. بعد ذلك، اتجه نحو فرنسا ليستكمل تكوينه بمدرسة «نورمان» العليا للموسيقى، وحصل منها على شهادة التأليف العالمي للموسيقى سنة 1955.
عاد أكومي إلى المغرب سنة 1955 ليشتغل بالتعليم الموسيقي، ثم أسند إليه منصب مدير المعهد الوطني للموسيقى والرقص والفن المسرحي بالرباط بين 1958 و 1974، ليشغل بعد ذلك منصب المستشار الفني بوزارة الشؤون الثقافية.
توفي عبد الوهاب أكومي في حادثة سير يوم 20 شتنبر 1989 وهو عائد من مدينة بني ملال بعد إشرافه على تدشين المعهد الموسيقي بعين أسردون، وتقديرا لشخصه ولعطاءاته الغزيرة، ثم إطلاق اسمه على المعهد المذكور.

## أعماله الفنية
خلال إقامته بالقاهرة سجل عبد الوهاب اكومي للإذاعة المصرية والإذاعة البريطانية ومحطة الشرق الأدنى وراديو دلهي. ألوانا من التراث الموسيقي المغربي وظهر في شريط «المنتقم» مع أحمد سالم. ونور الهدى. ثم شارك مع يوسف وهبي في أوبرا «العباسية أخت الرشيد». وإلى جانب نشاطه الفني ساهم في التعريف بالقضية المغربية في دار المجاهد الراحل محمد بن عبد الكريم الخطابي بالقاهرة. وفي باريس ألقى عدة محاضرات عن الموسيقى العربية. وغنى في مسارحها. عبد الوهاب أكومي هو أول من انشأ اركسترا سمفونية بالمغرب شكلها من طلبة المعهد الوطني للموسيقى ودار الأيتام بالرباط.

### أغانيه
قام أكومي بوضع توزيع بوليفوني لبعض صنعات الموسيقى الأندلسية، كما له عدة قصائد غنائية منها:
- «التائه»
- «قالت لخلها ثريا»
- «بري»
- أغاني أوبريت «المجلد الخالد»
- أغاني فيلم «عنترة العبسي» من بطولة سراج منير وأمينة رزق.
- ملحمة «لن تقف المسيرة»

في الموسيقى البحتة والتصويرية له أغاني:
- «قافلة الصحراء»
- «دمعة في الليل»
- «رقصة الغزلان»
- «موكب الربيع»
- «رقصة الحبايب»
- «رقصة العيد»
- مقدمة أوبريت «موكب الوطن» التي شارك في تلحينها أحمد البيضاوي والعربي الكواكبي وعبد القادر راشدي وعبد الوهاب الدكالي.